# Don Kirshner
Don Kirshner, (New York, 17 april 1934 - Boca Raton, 17 januari 2011) was een Amerikaanse muziekuitgever, -producent en -promotor uit de jaren 1950 tot 1970.

## Geschiedenis
Kirshner begon in 1957 als componist en schreef voor de nog onbekende Bobby Darin de songs Talk to Me Something en Wear My Ring (mei 1957), Pretty Baby, Don't Call My Name en So Mean (augustus 1957) en Lost Love (juli 1958). Toentertijd trad hij soms ook op als manager van Darin. Het samen met Darin geschreven Wear My Ring aanvaardde Gene Vincent als B-kant van Lotta Lovin' (augustus 1957).
LaVern Baker aanvaardde in oktober 1957 van beiden Love Me Right, met als B-kant Humpty Dumpty Heart. Dan ontmoette hij Al Nevins, die in 1954 bij het instrumentale trio Three Suns was uitgetreden. Van dit trio stamt ook het origineel van de latere cover Twilight Time van The Platters, geschreven door Al Nevins en diens broer. Van de song werden in 1944 meer dan 3 miljoen exemplaren verkocht.
Don Kirshner en Al Nevins besloten in mei 1958 de muziekuitgeverij Aldon Music Publishing op te richten. De kantoorruimtes werden in het gebouw 1650 Broadway, tegenover het beroemde Brill Building betrokken. De partners vonden in Howard Greenfield (tekst) en Neil Sedaka (muziek) twee ambitieuze, hoewel nog succesloze auteurs.
Beiden schreven in 1958 Stupid Cupid (17e plaats) voor Connie Francis. Er volgde het slechter geplaatste Fallin' (oktober 1958), de daaropvolgende song Frankie bereikte na de publicatie in mei 1959 een 9e plaats. Nog in hetzelfde jaar bezorgde Kirshner Sedaka een platencontract bij RCA Records. Daar produceerden Kirshner/Nevins 17 singles voor Sedaka, van The Diary (december 1957) tot Bad Girl (november 1963). Greenfield leverde de tekst voor negen niet door zijn partner Sedaka gezongen songs, waarbij hij zich streng hield aan de strategie van de uitgever om triviale tiener-thematiek te beschrijven.
Het duurde tot mei 1960, tot de uitgever de eerste miljoenenseller en tevens de eerste nummer 1 kon boeken. Everybody's Somebody's Fool van Connie Francis, gecomponeerd door Howard Greenfield en Jerry Keller, werd een trans-Atlantische hit. De Duitse versie Die Liebe ist ein seltsames Spiel bereikte een 1e plaats in Duitsland. Sedaka/Greenfield verzorgden de uitgeverij met hun teenager-balladen tot 1963 50 hits met een geschatte omzet van ongeveer 20 miljoen platen.
Kort na Sedaka/Greenfield nam Aldon Barry Mann onder contract, die met steeds wisselende auteur-partners schreef, voordat hij een vast auteurs- en privépartnerschap begon met Cynthia Weil. Alleen Gerry Goffin en Carole King kwamen als auteur-partner naar Aldon. In 1962 waren bij Aldon 18 songauteurs in de leeftijd tussen 19 en 26 jaar actief, waaronder Jeff Barry en Ellie Greenwich en verdere aangestelde componisten als Jack Keller, Larry Kolber, Toni Wine en Gary Sherman, die als co-auteurs naast de gewaardeerde collega's verschenen.
De uitgeverij kreeg twee US-cent per single, waarvan 50% voor de auteurs waren. Ter verbetering van deze inkomsten werden de auteurs vaak als producenten ingezet, zodat in totaal ongeveer 10% van de omzet als royalty's werden ingenomen. Door de oprichting van het label Dimension Records in juni 1962 konden Kirshner/Nevins ook de winsten afromen, waarop een platenlabel recht had.
1962 en 1963 waren de succesvolste jaren van de Aldon uitgeversgeschiedenis, want alleen in 1962 kwamen ongeveer 300 bij Aldon geregistreerde songs op de markt. Dimension Records publiceerde in het eerste jaar na de oprichting 13 songs, waarvan acht de top 40 bereikten. Kirshner verkocht het succesvolle label in april 1963 voor twee miljoen dollar aan Columbia-Screen Gems Records.
Toen zijn partner Nevins in 1965 overleed, verwaarloosde Kirshner zijn muziekuitgeverij, temeer omdat de markt voor romantische tienermuziek verzwakte. Oorzaak was de Britse invasie van The Beatles, The Rolling Stones en The Animals. Kirshner werd benoemd tot vervangend platenbaas bij Screen-Gems-Colpix. Die kochten in april 1965 de rechten van een op de Beatlesfilm Yeah Yeah Yeah gebaseerd idee voor een sitcom-serie over de fictieve rockband The Monkees. In september 1965 werden via een advertentie van het magazine Variety de bandleden gezocht. Na de casting bleven vier jongens over, die na langdurige zang- en opnamerepetities in de NBC-serie debuteerden in september 1966. Het songmateriaal voor de onervaren band stamde van Aldon-componisten. Bijkomend nam Kirshner het auteursteam Tommy Boyce en Bobby Hart onder contract, zodat voldoende composities aanwezig waren. Met een sterk medium als een wekelijkse, nationale tv-serie bij NBC zouden successen ondanks de muzikale beperkingen mogelijk zijn.
De test kwam met hun eerste single Last Train to Clarksville (augustus 1966), die aan het begin van de serie verscheen. Professionele sessiemuzikanten zorgden voor de muzikale omranding. Van de song, die de toppositie innam in de Billboard Hot 100, werden 1,9 miljoen exemplaren verkocht. Vier van de zes singles werden onderscheiden met een Gouden Plaat. Ruzie over zijn financieel aandeel aan het succes van The Monkees en de publicatie van de door Neil Diamond voor The Monkees gecomponeerde song A Little Bit Me, A little Bit You motiveerden Kirshner om Screen-Gems in maart 1967 te verlaten. Daarmee verminderde ook het succes van de band.
Kirshner zocht naar een kopie van deze succesgeschiedenis. Toen in september 1968 bij CBS de première liep van de cartoon-serie The Archies, gaf hij de animatiefiguren een muzikale identiteit. Een sessiemuzikanten-band aanvaardde nog in dezelfde maand het door Jeff Barry en Andy Kim geschreven Sugar, Sugar, een navolgende trans-Atlantische hit. De song werd gezongen door Ron Dante met begeleiding van Toni Wine, de medeauteur Andy Kim en Ellie Greenwich. De tv-serie als reclamemedium bezorgde The Archies een platenomzet van meer dan 6 miljoen verkochte exemplaren en maakte de song tot een hymne van de muziekgenres van de bubblegum-muziek.
Kirshner werd door ABC Records voor de wekelijkse avondshow In Concert als producent en raadgever ingehuurd. De eerste tv-show werd uitgezonden op 24 november 1972. Maar al in september 1973 trok hij zich terug om zijn eigen tv-show Kirshners Rock Concert te produceren, waarin op 27 september 1973 The Rolling Stones optraden. De aan lokale stations verkochte show werd tot 1981 landelijk uitgezonden. Tijdens deze periode werkte Kirshner mee aan de hereniging  van het team Greenfield/Sedaka, dat een opkomst van Sedaka als opmerkelijk gerijpt artiest mogelijk maakte (lp: The Tra-la-la Days Are Over, augustus 1973).